# Edy
樂天Edy是日本乐天（前bitWallet, Inc.公司）提供的一种電子貨幣技术。

## 概要
樂天Edy採用了與Suica相同的非接触型IC卡技术FeliCa。Edy此一名稱是取自欧元（Euro）、美元（Dollar）、日元（Yen）三者的頭文字。

## 相关项目
- 電子貨幣
- FeliCa